# Pasanaoeri
Pasanaoeri (Georgisch: ფასანაური) is een plaats in het noorden van Georgië met 1.100 inwoners (2024), gelegen in de gemeente Doesjeti (regio Mtscheta-Mtianeti). De plaats is gesitueerd op 1070 meter boven zeeniveau en ligt ruim 70 kilometer ten noorden van hoofdstad Tbilisi aan de Georgische Militaire Weg. Pasanaoeri staat bekend om de goede lokale Mtioeleti chinkali.

## Geografie
Pasanaoeri ligt ingeklemd tussen het zuidelijke uiteinde van het Mtioeletigebergte, het Lomisigebergte aan de westkant en het Goedamakarigebergte ten oosten van de rivier. Deze bergruggen zijn noord-zuid subgebergtes van de Grote Kaukasus. De Witte- en Zwarte Aragvi, respectievelijk ook wel Mtioeleti- en Goedamakari Aragvi genoemd naar hun respectievelijke bronregio's, komen samen bij Pasanaoeri.

## Geschiedenis
Pasanaoeri was het centrum van de historische Georgische regio Mtioeleti. Het werd na 1801 onder het Russisch keizerlijke gezag ondergebracht bij het oejezd (district) Doesjeti van het Gouvernement Tiflis, en was daarbinnen het centrum van de rurale gemeenschap Neder-Mtioeleti (Russisch: Нижне-Мтиулетское, Nizhne-Mtioeletskoye) van het Chevi gemeentelijke district (yча́сток, oetsjastok).
De Duitse historicus en etnograaf Julius Klaproth (1783-1835) beschreef Pasanaoeri medio 1814 als niet meer dan een halte aan de Georgische Militaire Weg. Hij stelde daarbij dat de Georgische bewoners in de buurt van Pasanaoeri, met name van de nabijgelegen Goedamakari-vallei, vijandig gezind waren naar de nieuwe Russische heersers en de hoofdweg richting het zuiden onveilig maakten met overvallen en moorden.
In 1966 werd Pasanaoeri gepromoveerd naar een nederzetting met stedelijk karakter (დაბა, daba), onder andere vanwege de toeristische functie die het tijdens de Sovjet-Unie kreeg.

## Demografie
Per 1 januari 2024 had Pasanaoeri 1.100 inwoners, een licht verlies ten opzichte van de volkstelling van 2014. Het daba bestond in 2014 vrijwel geheel uit etnisch Georgiërs, met letterlijk slechts enkele Russen en Armeniërs.
| Aantal                                                                 | 338 | - | - | 1.837 | 1.813 | 2.182 | 1.583 | 1.148 | 1.155 | 1.100 |
| Verantwoording data: Bevolkingsstatistiek Georgië 1923, 1939 tot heden |     |   |   |       |       |       |       |       |       |       |

## Vervoer
Pasanaoeri ligt aan de historische Georgische Militaire Weg (S3 / E117), de doorgaande weg Tbilisi - Stepantsminda - Vladikavkaz (Rusland). Het is in Pasanaoeri de enige weg die het verbindt met de rest van het land.